# Санковский, Василий Демьянович
Васи́лий Демья́нович Санко́вский (1741—?) — русский писатель, переводчик и журналист.

## Биография
Родился в Малороссии. О детстве его и о родителях не известно ничего. Учился Санковский сначала в Киевской духовной академии, а потом — в Московской. Это обстоятельство имело для Санковского большое значение: в Москве он столкнулся с литературным движением университетской молодёжи и был увлечён этим движением. В это время в Московском университете асессором был Херасков, тогда ещё начинающий поэт. Вероятно, под влиянием сближения с Херасковым, Санковский, по окончании московской духовной академии, в 1760 году поступил в Московский университет, который окончил в 1763 году с золотой медалью.
Первое дошедшее до нас печатное произведение Санковского — нравоучительные стихи «Несчастье надо сносить терпеливо», напечатанное в 1760 году во 2-м томе журнала «Полезное увеселение», издававшегося Херасковым. Положив этим произведением начало своей деятельности, Санковский с этих пор сделался очень усердным вкладчиком журналов Хераскова. Редкий номер выходил без его произведений. Стансы, стихи любовные и шуточные, переводы из Овидия и Сенеки, — вот какими произведениями дарил публику молодой писатель. В 1763 году он был сотрудником другого журнала Хераскова «Свободные часы». Здесь встречаются повести Санковского, элегии и несколько переводов из Винценция Фабриция. Все эти произведения написаны тяжёлым стихом, хотя порой и отличаются несомненным чувством. Гораздо важнее оригинальных произведений его переводы классических писателей: благодаря хорошему знанию древних языков Санковский этими переводами принёс несомненную пользу современникам. По окончании университета, Санковский сам стал издавать ежемесячный журнал «Доброе намерение», в котором поместил немало своих притч, стихов, а также несколько переводов из Овидия и Боккаччо (Ивана Бокация, славного флорентинца).
В 1765 году журнальная деятельность Санковского на время прекратилась. Он поступил на службу «с обер-офицерским чином» в Камер-коллегию переводчиком, где «сверх сего звания исправлял протоколистскую, а потом и секретарскую» должности. Занятий литературой он, впрочем, не бросил. Неизвестно, сочинял ли он в это время стихи, так как ни отдельного издания его творений нет, ни в каком журнале он более не сотрудничал, по крайней мере, гласно, — переводами же классиков несомненно занимался по-прежнему: в 1769 году он напечатал в Москве перевод одной песни «Энеиды», а в 1772 году в Петербурге перевод другой песни. Существует мнение, что именно его за эти переводы осмеял Новиков в своём «Трутне»; насколько такое мнение верно, трудно сказать.
В 1779 году с открытием Ярославского наместничества, Санковский был приглашен генерал-губернатором А. П. Мельгуновым занять в Ярославле должность секретаря Приказа общественного призрения. В 1783 году он получил чин титулярного советника. Исполнял обязанности личного секретаря генерал-губернатора. К этому времени относятся его занятия педагогикой: в главной Ярославской народной школе он «преподавал Закон Божий и историю российскую, а также всеобщую». Он вошёл в кружок, собранный А. П. Мельгуновым. Выдающимся делом этого кружка было издание первого в России провинциального журнала «Уединенный пошехонец» — органа местного просвещения. Редактором этого издания был, по всей вероятности, Санковский; во всяком случае очень большое участие в этом журнале он несомненно принимал. С 1787 года «Уединенный пошехонец» был переименован в «Ежемесячное сочинение, издаваемое в Ярославле».
В 1788 году скончался А. П. Мельгунов. С переменой начальства служебное положение Санковского оказалось непрочным, а потому через месяц после смерти Мельгунова он подал прошение об увольнении его в отставку, «имея — по его словам — в своём здоровье, а наипаче в зрении, крайнюю слабость». Слабость зрения не помешала, однако, Санковскому служить в захолустном Яренске, а затем, вероятно, сделаться судьёй в Угличской нижней земской расправе. Впрочем, речь шла и о необходимости содержать семью. Вероятно, в Угличе он и кончил свою жизнь в начале XIX столетия.
Сын его, Николай Васильевич — автор нескольких переводных статей и оригинальных стихотворений, напечатанных в журналах «Уединенный пошехонец», «Ежемесячные сочинения», «Новые Ежемесячные сочинения» и других.

## Творчество
Санковскому принадлежат ряд талантливых стихотворений, однако как писатель Санковский фигура второстепенная: это был стихотворец XVIII века, каких тогда было немало. Как публицист Санковский был поклонником Екатерины II-просветительницы. Так, женское образование нашло в Санковском сознательного поборника. Пытался Санковский выступить и в роли моралиста.